# Processo de paz sudanês
O processo de paz sudanês consiste em reuniões, acordos escritos e ações que visam resolver a Guerra do Darfur, o conflito sudanês no Cordofão do Sul e no Nilo Azul (as Duas Áreas) e os conflitos armados no centro, norte e leste do Sudão. 
Em 2005, o Acordo de Paz Abrangente levou à resolução de alguns dos conflitos armados no Sudão, através do referendo sobre a independência do Sudão do Sul em 2011 e a secessão do Sudão do Sul. Os Acordos de Paz de Darfur, de Abuja em 2006 e de Doha em 2011, visavam resolver o conflito em Darfur. O Projeto de Declaração Constitucional de agosto de 2019, assinado por representantes militares e civis durante a Revolução Sudanesa de 2018–2019, exige que um acordo de paz seja feito nos primeiros seis meses do período de transição de 39 meses para um governo civil democrático. Este artigo abrange principalmente o componente do processo de paz que começou em 2019.
Uma primeira rodada de negociações ocorreu em Juba em meados de setembro. Na segunda rodada, em outubro de 2019, foram assinados acordos em 18 de outubro na esteira das Duas Áreas entre o governo e o Movimento de Libertação Popular do Sudão-Norte (al-Hilu) e na esteira de Darfur entre o governo e a Frente Revolucionária do Sudão. A terceira rodada começou em meados de dezembro na esteira do leste do Sudão, na esteira das Duas Áreas com o Movimento de Libertação Popular do Sudão-Norte (Agar), e na esteira de Darfur.

## Faixas de negociação geográfica
As negociações de paz foram classificadas em faixas paralelas em cinco regiões geográficas:
- Darfur: um acordo político que inclui um cessar-fogo e assistência humanitária foi assinado por Hemetti e a Frente Revolucionária do Sudão em 21 de outubro de 2019;[7] um acordo-quadro foi assinado em 28 de dezembro de 2019;[9] um acordo de paz final foi assinado em 31 de agosto de 2020;[10]
- Duas Áreas: Cordofão do Sul/Montes Nuba e estado do Nilo Azul;
  - um acordo político foi assinado pelo Movimento de Libertação Popular do Sudão-Norte (al-Hilu) e por Khabbashi do Conselho Soberano em 18 de outubro de 2019;[6]
  - um acordo de cessar-fogo e protocolo humanitário foi assinado pelo Movimento de Libertação Popular do Sudão-Norte (Agar) e Hemetti em 17 de dezembro de 2019;[1] um acordo-quadro, incluindo acordos políticos e de segurança, foi assinado por Hemetti e Ahmed El Omda Badi em nome do Movimento de Libertação Popular do Sudão-Norte (Agar) em 24 de janeiro de 2020, incluindo autonomia legislativa para as Duas Áreas e unificação de todas as forças armadas em um único exército nacional;[11][12] um acordo de segurança para integrar a Frente Revolucionária do Sudão nas Forças Armadas do Sudão foi assinado em 17 de agosto 2020;[13] um acordo de paz final foi assinado em 31 de agosto de 2020 pela Frente Revolucionária do Sudão;[14][15]
- norte do Sudão: as negociações com a Frente Revolucionária do Sudão foram suspensas em 22 de janeiro de 2020 em relação à decisão sobre como respeitar os direitos dos deslocados de Wadi Halfa;[16] em 26 de janeiro, um acordo final, incluindo questões de barragens, estradas e descarte de resíduos tóxicos, foi assinado por Khabbashi e por Dahab Ibrahim do Movimento Kush;[17]
- Sudão central: um acordo de paz final foi assinado por Hemetti e el-Tom Hajo da Frente Revolucionária do Sudão em 24 de dezembro de 2019;[18]
- leste do Sudão: um acordo de paz final que aumentou a representação oriental em estruturas federais e instituições financeiras estabelecidas foi assinado em 21 de fevereiro de 2020.[19]

| Região     | Data                                                              | Tipo ou situação | Signatário do Governo | Grupo(s) rebelde(s) | Signatários dos rebeldes | Referência(s)               |
| ---------- | ----------------------------------------------------------------- | ---------------- | --------------------- | --- | ------------------------ | --------------------------- |
| Darfur     | 28 de dezembro de 2019                                            | acordo-quadro    | Khabbashi             | - Movimento pela Justiça e Igualdade - Movimento de Libertação do Sudão (Minnawi) - Movimento de Libertação do Sudão-Conselho de Transição - Aliança das Forças de Libertação do Sudão |                          | [ 9 ]                       |
| Darfur     | 31 de agosto de 2020                                              | final            | al-Burhan             | - Frente Revolucionária do Sudão - Movimento de Libertação do Sudão (Minnawi) - Movimento pela Justiça e Igualdade - Movimento de Libertação do Sudão-Conselho de Transição + outros   |                          | [ 10 ] [ 14 ] [ 20 ]        |
| Darfur     | 28 de junho de 2020                                               | (boicote)        |                       | Movimento de Libertação do Sudão (al-Nur) |                          | [ 9 ] [ 21 ]                |
| Duas Áreas | 24 de janeiro de 2020; 17 de agosto de 2020; 31 de agosto de 2020 | final            | al-Burhan             | Movimento Popular de Libertação do Sudão - Norte (Agar) |                          | [ 11 ] [ 12 ] [ 13 ] [ 14 ] |
| Duas Áreas | 28 de junho de 2020; 3 de setembro de 2020; 28 de março de 2021   | em progresso     |                       | Movimento Popular de Libertação do Sudão - Norte (al-Hilu) |                          | [ 21 ] [ 22 ] [ 23 ]        |
| Norte      | 26 de janeiro de 2020                                             | final            | Khabbashi             | Movimento Kush | Dahab Ibrahim            | [ 17 ]                      |
| Central    | 24 de dezembro de 2019                                            | final            | Hemetti               | Frente Revolucionária do Sudão | el-Tom Hajo              | [ 18 ]                      |
| Leste      | 21 de fevereiro de 2020                                           | final            |                       | |                          | [ 19 ]                      |